# 三枪拍案惊奇
《三枪拍案惊奇》是由中国导演张艺谋执导的喜剧电影，于2009年12月11日上映。是根据1985年科恩兄弟执导的电影《血迷宫》（Blood Simple）改编而成。

## 主要演员
- 孙红雷
- 小沈陽
- 闫　妮
- 倪大红
- 程　野
- 毛　毛
- 赵本山